# Blasticorhinus decernens
Blasticorhinus decernens là một loài bướm đêm trong họ Noctuidae.